# Al Kass International Cup de 2015
Al Kass International Cup de 2015, ou Al Kass U17 foi a quarta edição da Al Kass International Cup, uma competição anual de futebol juvenil organizada pela Al Kass com colaboração da Academia Aspire e a Associação de Futebol do Qatar. Em 2015, a competição ocorreu entre os dias 5 e 15 de fevereiro em Doha, Qatar. 
O São Paulo, representante brasileiro nesta edição, acabou derrotado na final pelo Paris Saint-Germain. Após empatarem por 1 a 1 no tempo regular, a equipe francesa saiu vitoriosa nas disputas dos pênaltis e conquistou seu segundo título da competição. Por sua vez, o São Paulo terminou a competição invicto.

## Equipes participantes
A edição de 2015 contou com doze equipes de três continentes distintos, que foram divididas em quatro grupo com três clubes cada. Os representantes da Europa foram: Schalke 04 da Alemanha; Real Madrid e Atlético de Madrid, ambos da Espanha; Paris Saint-Germain, França; Arsenal, clube da Inglaterra e Milan e Juventus da Itália, os representantes da Ásia foram: Aspire International e Aspire Qatar, ambos de Qatar; e Vissel Kobe do Japão, e os representantes da América do Sul: River Plate da Argentina e São Paulo, clube brasileiro.
| Atlético de Madrid | Juventus  | París Saint-Germain | Real Madrid |
| River Plate        | São Paulo | Schalke 04          | Vissel Kobe |

## Fase de grupos

### Grupo A
| Equipes      | Pts | J | V | E | D | GP | GS | SG |
| ------------ | --- | - | - | - | - | -- | -- | -- |
| Arsenal      | 6   | 2 | 2 | 0 | 0 | 6  | 2  | +4 |
| Aspire Qatar | 3   | 2 | 1 | 0 | 1 | 6  | 4  | +2 |
| Vissel Kobe  | 0   | 2 | 0 | 0 | 2 | 3  | 9  | -6 |

| 5 de fevereiro | Arsenal                        | 3 – 2     | Vissel Kobe           | Aspire P4, Doha         |
| 16:30 (UTC+3)  | Stephy Mavididi 5' , 57' , 70' | Relatório | Mukai 67' · Yasui 74' | Árbitro: Mohamed Medhat |

| 6 de fevereiro | Vissel Kobe | 1 – 6     | Aspire Qatar                                                       | Aspire P5, Doha         |
| 17:40 (UTC+3)  | Noda 58'    | Relatório | Al-Naimi 4' · Faraj 28' · Palang 37' · Shehata 64' 86' · Surag 65' | Árbitro: Mohamed Medhat |

| 8 de fevereiro | Aspire Qatar | 0 – 3     | Arsenal                                                    | ASPIRE P5, Doha          |
| 17:40 (UTC+3)  |              | Relatório | Stephy Mavididi 9' · Harry Donovan 14' · Chris Willock 25' | Árbitro: Faisal Abdullah |

### Grupo B
| Equipes              | Pts | J | V | E | D | GP | GS | SG |
| -------------------- | --- | - | - | - | - | -- | -- | -- |
| Aspire International | 6   | 2 | 2 | 0 | 0 | 3  | 0  | +3 |
| Real Madrid          | 3   | 2 | 1 | 0 | 1 | 4  | 2  | +2 |
| Schalke 04           | 0   | 2 | 0 | 0 | 2 | 1  | 6  | -5 |

| 5 de fevereiro | Schalke 04 | 0 – 2     | Aspire International  | Aspire P4, Doha           |
| 18:35 (UTC+3)  |            | Relatório | Ri 16' · Rogerson 54' | Árbitro: Abdulaziz Moussa |

| 6 de fevereiro | Real Madrid                                                         | 4 – 1     | Schalke 04 | Aspire P5, Doha             |
| 19:45 (UTC+3)  | Gori López 28' · Moreno 68' · Dani Gómez 72' · Álvaro Maldonado 87' | Relatório | Ito 45'    | Árbitro: Mashari AlShammari |

| 8 de fevereiro | Aspire International | 1 – 0     | Real Madrid | Aspire P4, Doha           |
| 19:45 (UTC+3)  | Amani 67'            | Relatório |             | Árbitro: Khalid Al Sharif |

### Grupo C
| Equipes     | Pts | J | V | E | D | GP | GS | SG |
| ----------- | --- | - | - | - | - | -- | -- | -- |
| Milan       | 4   | 2 | 1 | 1 | 0 | 6  | 5  | +1 |
| River Plate | 3   | 2 | 1 | 0 | 1 | 5  | 4  | +1 |
| Juventus    | 1   | 2 | 0 | 1 | 1 | 2  | 4  | -2 |

| 5 de fevereiro | Milan                                                                  | 4 – 3     | River Plate                                      | Aspire P4, Doha        |
| 20:40 (UTC+3)  | Careccia 41' · Juvenal Agnero 53' · Hamadi 55' · Cosimo La Ferrara 63' | Relatório | Franco López 23' · Enzo Zicarelli 37' · Vera 58' | Árbitro: Ahmed Alsayed |

| 7 de fevereiro | Juventus | 0 – 2     | River Plate           | Aspire P4, Doha           |
| 15:35 (UTC+3)  |          | Relatório | Vera 24' · Cernaz 77' | Árbitro: Asad Al Dhufairi |

| 8 de fevereiro | Juventus      | 2 – 2     | Milan                    | Aspire P5, Doha           |
| 19:45 (UTC+3)  | Arras 16' 36' | Relatório | Juvenal Agnero 87' 90+4' | Árbitro: Abdullah Al Atba |

### Grupo D
| Equipes             | Pts | J | V | E | D | GP | GS | SG |
| ------------------- | --- | - | - | - | - | -- | -- | -- |
| São Paulo           | 6   | 2 | 2 | 0 | 0 | 7  | 1  | +6 |
| Paris Saint-Germain | 3   | 2 | 1 | 0 | 1 | 3  | 6  | -3 |
| Atlético de Madrid  | 0   | 2 | 0 | 0 | 2 | 2  | 5  | -3 |

| 6 de fevereiro | Paris Saint-Germain                                 | 3 – 1     | Atlético de Madrid   | Aspire P5, Doha            |
| 15:35 (UTC+3)  | Jonathan Ikoné 2' · Odsonne Édouard 47' · Kanga 81' | Relatório | Jean Carlo Yañez 78' | Árbitro: Sultan Al Sufiani |

| 7 de fevereiro | Atlético de Madrid  | 1 – 2     | São Paulo                                   | Aspire P4, Doha          |
| 17:40 (UTC+3)  | Pablo de Castro 33' | Relatório | Paulo Henrique 21' · Gustavo Henrique 90+3' | Árbitro: Hussain Shuaikh |

| 8 de fevereiro | São Paulo                                                            | 5 – 0     | Paris Saint-Germain | Aspire P5, Doha               |
| 17:35 (UTC+3)  | Paulo Henrique 6' 81' · Augusto Cesar 22' · Gustavo Henrique 37' 40' | Relatório |                     | Árbitro: Abdulhadi Al Ruwaili |

### Decisão 9º - 12º Colocado
| 9 de fevereiro | Schalke 04                                         | 3(1) – 3(3) | Vissel Kobe                  | Aspire P4, Doha            |
| 15:35 (UTC+3)  | Luke Hemmerich 30' · Steringer 75' · Boujellab 85' | Relatório   | Mukai 6' 90+2' · Yasui 33' · | Árbitro: Eissa Al Mudaikhi |

| 9 de fevereiro | Juventus | 0 – 2     | Atlético de Madrid     | Aspire P4, Doha         |
| 18:00 (UTC+3)  |          | Relatório | David Gonzalez 25' 73' | Árbitro: Khalid Buqassi |

## Fase Final
|  | Quartas-de-final       | Quartas-de-final          |                       |       | Semifinal | Semifinal |  |  | Final | Final |
|  |                        |                           |                       |       |           |           |  |  |       |       |
|  | 10 de fevereiro , Doha |                           |                       |       |           |           |  |  |       |       |
|  |                        |                           |                       |       |           |           |  |  |       |       |
|  | Milan                  | 3                         |                       |       |           |           |  |  |       |       |
|  | Milan                  | 3                         | 13 de fevereiro, Doha |       |           |           |  |  |       |       |
|  | Aspire Qatar           | 0                         |                       |       |           |           |  |  |       |       |
|  | Aspire Qatar           | 0                         | Milan                 | 0     |           |           |  |  |       |       |
|  | 11 de fevereiro , Doha |                           | Milan                 | 0     |           |           |  |  |       |       |
|  |                        | São Paulo                 | 5                     |       |           |           |  |  |       |       |
|  | São Paulo              | São Paulo                 | 5                     | 3     |           |           |  |  |       |       |
|  | São Paulo              |                           | 15 de fevereiro, Doha | 3     |           |           |  |  |       |       |
|  | Real Madrid            | 2                         |                       |       |           |           |  |  |       |       |
|  | Real Madrid            | 2                         | São Paulo             | 1 (3) |           |           |  |  |       |       |
|  | 10 de fevereiro , Doha |                           | São Paulo             | 1 (3) |           |           |  |  |       |       |
|  |                        | Paris Saint-Germain (pen) | 1 (4)                 |       |           |           |  |  |       |       |
|  | Arsenal                | Paris Saint-Germain (pen) | 1 (4)                 | 1     |           |           |  |  |       |       |
|  | Arsenal                | 13 de fevereiro, Doha     |                       | 1     |           |           |  |  |       |       |
|  | River Plate            | 0                         |                       |       |           |           |  |  |       |       |
|  | River Plate            | 0                         | Arsenal               | 1     |           |           |  |  |       |       |
|  | 11 de fevereiro , Doha |                           | Arsenal               | 1     |           |           |  |  |       |       |
|  |                        | Paris Saint-Germain       | 2                     |       |           |           |  |  |       |       |
|  | Aspire International   | Paris Saint-Germain       | 2                     | 0     |           |           |  |  |       |       |
|  | Aspire International   |                           |                       | 0     |           |           |  |  |       |       |
|  | Paris Saint-Germain    | 4                         |                       |       |           |           |  |  |       |       |
|  | Paris Saint-Germain    | 4                         |                       |       |           |           |  |  |       |       |

### Quartas-de-final
| 10 de fevereiro | Arsenal          | 1 – 0     | River Plate | Aspire P5, Doha                |
| 15:35 (UTC+3)   | Kaylen Hinds 73' | Relatório |             | Árbitro: Mohd Ahmed Al Shammri |

| 10 de fevereiro | Milan                                    | 3 – 0     | Aspire Qatar | Aspire P5, Doha            |
| 18:00 (UTC+3)   | Zucchetti 45+1' · Juvenal Agnero 81' 83' | Relatório |              | Árbitro: Salman Al Fallahi |

| 11 de fevereiro | Aspire International | 0 – 4     | Paris Saint-Germain                                      | Aspire P4, Doha        |
| 15:35 (UTC+3)   |                      | Relatório | Jonathan Ikoné 14' 55' · Antoine Bernede 50' · Kanga 64' | Árbitro: Sameer Ahamed |

| 11 de fevereiro | São Paulo                                        | 3 – 2     | Real Madrid                       | Aspire P4, Doha           |
| 18:00 (UTC+3)   | Liziero 34' · Bruno Dip 60' · Pedro Henrique 69' | Relatório | José Hernando 80' · Siddiki 90+1' | Árbitro: Mohammed Shabeer |

#### Decisão 5º-8º Colocados
|  | 5º e 8º               | 5º e 8º               |   |                       | 5º e 6º               | 5º e 6º |  |
|  |                       |                       |   |                       |                       |         |  |
|  | 12 de fevereiro, Doha |                       |   |                       |                       |         |  |
|  | Aspire Qatar          | 2                     |   |                       |                       |         |  |
|  | Real Madrid           | 3                     |   |                       |                       |         |  |
|  |                       |                       |   |                       |                       |         |  |
|  |                       |                       |   |                       | 14 de fevereiro, Doha |         |  |
|  |                       |                       |   |                       | Real Madrid           | 3       |  |
|  |                       | River Plate           | 4 |                       |                       |         |  |
|  |                       |                       |   |                       |                       |         |  |
|  |                       |                       |   |                       |                       |         |  |
|  |                       |                       |   |                       | Terceiro lugar        |         |  |
|  | 12 de fevereiro, Doha | 12 de fevereiro, Doha |   | 14 de fevereiro, Doha | 14 de fevereiro, Doha |         |  |
|  | River Plate (pen)     | 2 (3)                 |   | Aspire Qatar          | 1                     |         |  |
|  | Aspire International  | 2 (0)                 |   |                       | Aspire International  | 4       |  |

##### Primeira rodada
| 12 de fevereiro | Aspire Qatar   | 2 – 3     | Real Madrid                       | Aspire P5, Doha        |
| 15:35 (UTC+3)   | Palang 21' 33' | Relatório | Martín 36' 45+1' · Dani Gómez 41' | Árbitro: Asad Al Zafri |

| 12 de fevereiro | River Plate                       | 2(3) – 2(0) | Aspire Internacional    | Aspire P5, Doha             |
| 18:00 (UTC+3)   | Cristian Yañez 30' · Brondino 74' | Relatório   | Becerra 44' · Gnaka 61' | Árbitro: Sultan Al Sufiyani |

##### Sétimo colocado
| 14 de fevereiro | Aspire Qatar | 1 – 4     | Aspire Internacional                       | Aspire P5, Doha         |
| 15:35 (UTC+3)   | Surag 28'    | Relatório | Baidoo 39' 86' · 73' Manneh · Orazov 90+2' | Árbitro: Mohamed Shabir |

##### Quinto colocado
| 14 de fevereiro | Real Madrid                                               | 3 – 4     | River Plate                                                      | Aspire P5, Doha         |
| 18:00 (UTC+3)   | Francisco Moscardo 25' · Óscar Rodríguez 33' · Moreno 64' | Relatório | Franco López 45+1' 48' · Enzo Zicarelli 62' · 65' Diego Amarilla | Árbitro: Salman Fallahi |

### Semi finais
| 13 de fevereiro | Milan | 0 – 5     | São Paulo                                                                          | Aspire P4, Doha           |
| 15:35 (UTC+3)   |       | Relatório | Paulo Henrique 16' 82' · Bruno Dip 28' · Augusto Cesar 89' · 90+4' Mateus Viveiros | Árbitro: Khaled Al Sharif |

| 13 de fevereiro | Arsenal             | 1 – 2     | Paris Saint-Germain             | Aspire P4, Doha           |
| 18:00 (UTC+3)   | Stephy Mavididi 31' | Relatório | Kanga 31' · Odsonne Édouard 48' | Árbitro: Abdulaziz Moussa |

### Terceiro Lugar
| 15 de fevereiro | Milan                                        | 2 – 4     | Arsenal                                     | Aspire P4, Doha         |
| 15:35 (UTC+3)   | Cosimo La Ferrara 65' · Vladislav Zhikov 66' | Relatório | Edward Nketiah 3' 47' · Josh Dasilva 8' 54' | Árbitro: Nayef Al Qadri |

### Final
| 15 de fevereiro | São Paulo          | 1(3) – 1(4) | Paris Saint-Germain | Aspire P4, Doha         |
| 18:00 (UTC+3)   | Pedro Henrique 25' | Relatório   | Odsonne Édouard 79' | Árbitro: Saoud Al Azbah |

### Classificação Geral
| Pos               | Equipes              | Pts | J | V | E | D | GP | GS | SG  |
| ----------------- | -------------------- | --- | - | - | - | - | -- | -- | --- |
| Medalha de ouro   | Paris Saint-Germain  | 10  | 5 | 3 | 1 | 1 | 10 | 8  | +2  |
| Medalha de prata  | São Paulo            | 13  | 5 | 4 | 1 | 0 | 16 | 4  | +12 |
| Medalha de bronze | Arsenal              | 12  | 5 | 4 | 0 | 1 | 12 | 6  | 6   |
| 4                 | Milan                | 7   | 5 | 2 | 1 | 2 | 11 | 14 | -3  |
| 5                 | River Plate          | 7   | 5 | 2 | 1 | 2 | 11 | 10 | 1   |
| 6                 | Real Madrid          | 6   | 5 | 2 | 0 | 3 | 12 | 11 | 1   |
| 7                 | Aspire International | 10  | 5 | 3 | 1 | 1 | 9  | 7  | 2   |
| 8                 | Aspire Qatar         | 3   | 5 | 1 | 0 | 4 | 9  | 14 | -5  |
| 9                 | Atlético de Madrid   | 3   | 3 | 1 | 0 | 2 | 4  | 5  | -1  |
| 10                | Vissel Kobe          | 1   | 3 | 0 | 1 | 2 | 6  | 12 | -6  |
| 11                | Schalke 04           | 1   | 3 | 0 | 1 | 2 | 4  | 9  | -5  |
| 12                | Juventus             | 1   | 3 | 0 | 1 | 2 | 2  | 6  | -4  |

## Premiação
| Al Kass International Cup 2015          |
| França                                  |
| --------------------------------------- |
| Paris Saint-Germain Campeão (2º título) |

## Artilheiria
| Jogadores        | Equipe              | Gols |
| ---------------- | ------------------- | ---- |
| Stephy Mavididi  | Arsenal             | 5    |
| Paulo Henrique   | São Paulo           | 5    |
| Juvenal Agnero   | AC Milan            | 5    |
| Odsonne Édouard  | Paris Saint-Germain | 3    |
| Jonathan Ikoné   | Paris Saint-Germain | 3    |
| Kanga            | Paris Saint-Germain | 3    |
| Gustavo Henrique | São Paulo           | 3    |
| Palang           | Aspire Qatar        | 3    |
| Mukai            | Vissel Kobe         | 3    |

## Ligações Externas
- Sítio Oficial